# Muscoot (rzeka)
Rzeka Muscoot – rzeka w Stanach Zjednoczonych, w stanie Nowy Jork, w hrabstwach Westchester oraz Putnam. Długość cieku nie została oszacowana przez USGS, natomiast powierzchnia zlewni wynosi 19,7 mili kwadratowej (51 km2). Część nowojorskiej sieci wodociągowej.
Rzeka jest również nazywana: Bedell's Brook, Brother's Brook, Mattegticos, Mill Brook oraz Moscotah.
Na rzece utworzone są następujące zbiorniki retencyjne: Amawalk Reservoir oraz Muscoot Reservoir (utworzony w miejscu ujścia rzeki Muscoot do rzeki Croton).
Rzeka swój bieg zaczyna niedaleko jeziora Kirk, a kończy w Muscoot Reservoir. Główne dopływy rzeki to: Secor Brook oraz Hallocks Mill Brook